# Andrej Kurent
Andrej Kurent, slovenski gledališki in filmski igralec ter pedagog, * 5. avgust 1931, Beograd.
Kurent je diplomiral leta 1953 na Akademiji za igralsko umetnost v Ljubljani in se takoj nato zaposlil v Drami SNG v Ljubljani. V obdobju med 1964 do 1971 je na AGRFT poučeval tehniko govora. Veliko je nastopal ter dosegel vrhunsko igralsko zrelost z vlogo Kaligule v drami Kaligula francoskega pisatelja Alberta Camusa. Veliko je nastopal tudi v eksperimentalnih gledališčih (Ad hoc, Oder 57) in v Mali drami. Igral je tudi v nekaj filmih (Na svoji zemlji, Trenutki odločitve, Dobri stari pianino, Ne joči, Peter, Zarota, Praznovanje pomladi, Pustota) ter televizijskih igrah in nadaljevankah.
V televizijski seriji Smrkci je posodil glas Gargamelu.